# Чеберюла
 Чеберюла  — деревня в Параньгинском районе Республики Марий Эл. Входит в состав Усолинского сельского поселения.

## География
Находится в восточной части республики Марий Эл на расстоянии приблизительно 12 км по прямой на запад-северо-запад от районного центра посёлка Параньга.

## История
Известна с 1836 года как русский починок Чебер-Юла с 9 дворами и 138 жителями. В 1875 году здесь было отмечено 32 двора и 227 жителей, в 1915 62 и 513 соответственно, в 1952 65 и 265. В 1960—1970-е годы происходит отток населения. В 2002 году в деревне оставалось 8 домов. В советское время работали колхозы им. Сталина, «Колос», «Маяк», позднее ЗАО "Агрофирма «Параньгинская».

## Население
Население составляло 12 человек (русские 50 %, татары 33 %) в 2002 году, 4 в 2010.

## Известные уроженцы
Сабанцев Александр Иванович (1918—1995) — советский деятель спорта и общественный деятель. Председатель Марийских областных советов Добровольного спортивного общества «Труд» (1961―1962) и Добровольного спортивного общества «Спартак» (1962―1980). Заслуженный работник физической культуры Марийской АССР (1976). Участник Великой Отечественной войны и советско-японской войны. Член ВКП(б) с 1944 года.